# 王嘉 (女演员)
王嘉（1984年4月9日—），女，中国演员。毕业于北京电影学院2002级表演系本科班（与刘亦菲、江一燕、刘竞、罗晋、朱亚文、周扬是同学）。2004年作为奥运宝贝，出席了雅典奥运会闭幕式，参加了张艺谋八分钟的申奥片的表演。后出演多部影视剧，如《神雕侠侣》、《惊天动地》、《他们的船》。现为八一电影制片厂演员剧团演员。

## 电视剧
- 《神雕侠侣》 饰 程英
- 《飞花如蝶》 饰 丹凤(女一号)

## 电影
- 《我的长征》 饰 竹妹子(女一号)，八一电影制片厂，导演翟俊杰，获华表奖、金鸡奖提名
- 《他们的船》 饰 柳叶(女一号)，潇湘电影制片厂，导演吴祖云
- 《此生此爱》 饰 印传芳(女二号)，八一电影制片厂，导演和小江
- 《红色满洲里》 饰 秋娟(女一号)，内蒙古电影制片厂，导演宁才
- 《花开有声》 饰 袁敬华(女一号)，中影集团，导演梅新
- 《元帅的童年》 饰 兰兰(女二号)，中影集团，导演安战军
- 《悬天涯事件真相》 饰 春兰(女一号)，北京电影制片厂，导演张冀平
- 《惊天动地》 饰 齐红玉(女一号)，八一电影制片厂，导演王珈

## 数字电影
- 《杨成武》 饰 李梅(女二号)，八一电影制片厂，导演张玉中
- 《太阳花开》 饰 (女一号)，潇湘电影制片厂，导演吴祖云
- 《血染北沙河》 饰 彩凤(女一号),八一电影制片厂,导演陈建
- 《十八岁漫长夏》 饰 哑巴(女一号),导演吴祖云
- 《云冈遗缘》 分饰两角

## 奖项
- 2008年获得上海国际电影节传媒大奖最具潜力女演员奖，获奖影片《他们的船》[1]
- 2010年第七届广州大学生电影节最佳女配角奖，获奖影片《惊天动地》(反映汶川地震抗震救灾的电影)[2]